# Condado de Murray (Minnesota)
O Condado de Murray é um dos 87 condados do estado americano do Minnesota. A sede do condado é Slayton, e sua maior cidade é Slayton.
O condado possui uma área de 1 864 km² (dos quais 39 km² estão cobertos por água), uma população de 9 165 habitantes, e uma densidade populacional de 5 hab/km² (segundo o censo nacional de 2000). O condado foi fundado em 1857.